# 田納西鎮區 (伊利諾伊州麥克多諾縣)
田納西鎮區（英語：Tennessee Township）是位於美國伊利諾伊州麥克多諾縣的一個行政鎮區。

## 地方資料
根據2010年美國人口普查的數據，田納西鎮區的面積為74.20平方千米，當中陸地面積為74.20平方千米，而水域面積為0.10平方千米。當地共有人口321人，而人口密度為每平方千米4.33人。